# Esplanade – Theatres on the Bay
Esplanade – Theatres on the Bay, zkráceně Esplanade, je kulturní centrum v Singapuru, které se skládá z koncertního sálu s přibližně 1 600 místy a z divadla pro přibližně 2 tisíce lidí. Nachází se u ústí řeky Singapur v Marina Bay a kromě své centrální polohy je také turistickou atrakcí díky svému tvaru, který je podobný durianu.

## Historie a architektura
Myšlenka moderního kulturního centra vznikla již v roce 1989 a začala se realizovat v roce 1992 založením Singapore Arts Center Co (dnešní název: The Esplanade Co Ltd). Návrh komplexu budov byl vytvořen DP Architects a Michael Wilford & Partners a byl veřejnosti představen v roce 1994 – stejně jako název Esplanade – Divadlo v zátoce, který je odvozen od nedalekého parku Esplanade. Základní kámen kulturního centra byl položen 11. srpna 1996 a oficiální zahájení provozu singapurským prezidentem SR Nathanem se nakonec uskutečnilo 12. října 2002. Náklady na stavbu činily 600 milionů singapurských dolarů.
Esplanade má přímé připojení k síti singapurského metra MRT od roku 2010, kdy byla Circle Line rozšířena o zastávku Esplanade.
Kromě dvou velkých sálů zahrnuje komplex další dva sály pro 200 a 250 osob a library@ esplanade, knihovnu se specializací na scénické umění a scénu pod širým nebem u promenády. Tento komplex má být do roku 2021 rozšířen o divadlo s 550 místy v Singtel Waterfront Theatre v bezprostřední blízkosti kulturního centra. Stavební práce začaly 18. června 2019.
Vnější plášť dvou hlavních budov je ze skla, které je zase pokryto více než 7 000 hliníkovými deskami, které slouží jako ochrana před sluncem. Výsledkem je, že do budovy dopadá dostatek denního světla a současně je zabráněno přímému slunečnímu záření, a tím i tvorbě tepla. Hliníkové desky dodávají Esplanáde zvláštní tvar, což vedlo k její přezdívce „Durian“ – což je páchnoucí ovoce oblíbené v jihovýchodní Asii, které je známé jako „Král ovoce“.

## Maličkosti
Na pěticentové singapurské minci, která je v oběhu od roku 2013 (třetí série), je zobrazeno Esplanade. 

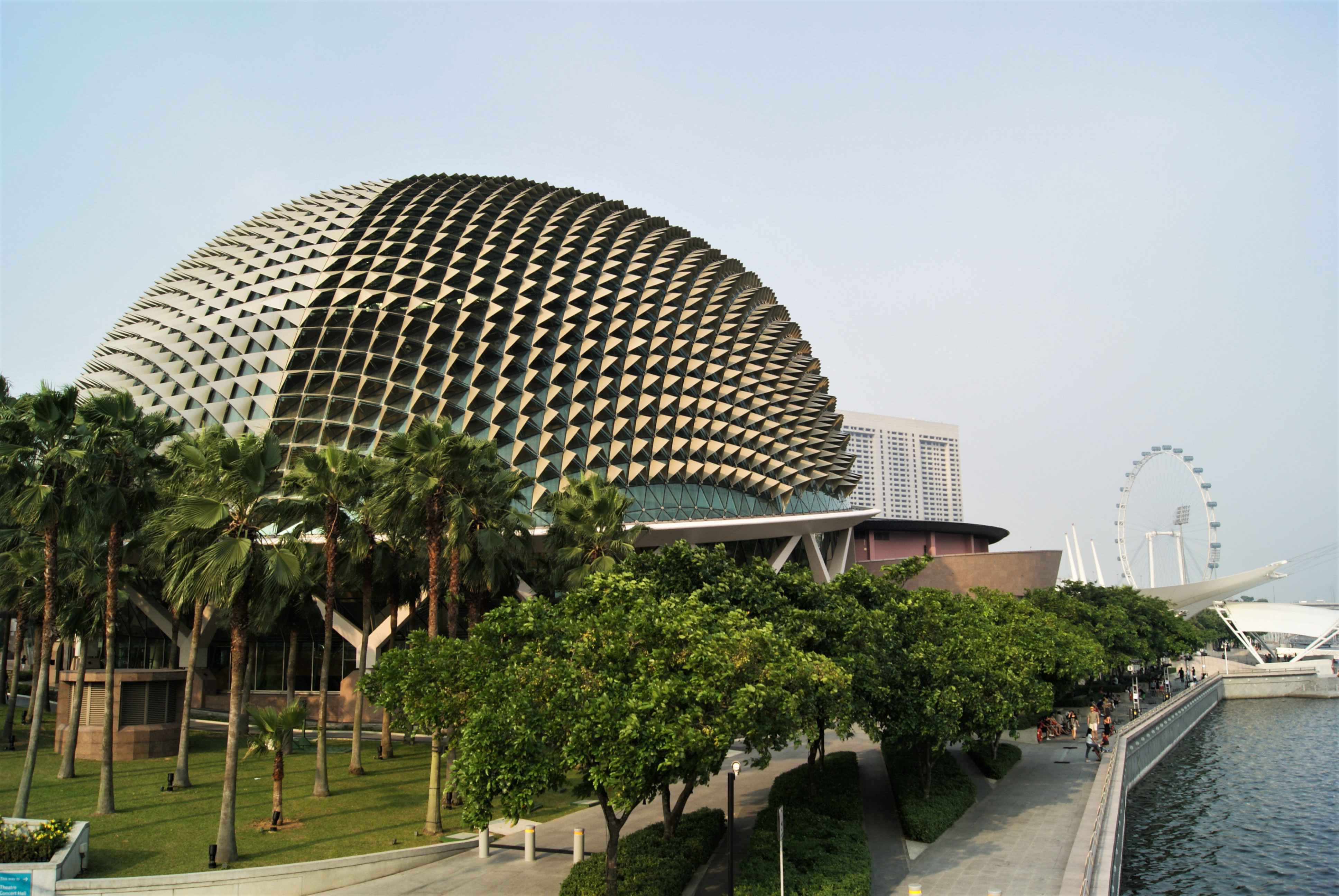
Pohled z mostu Esplanade na budovu koncertního sálu
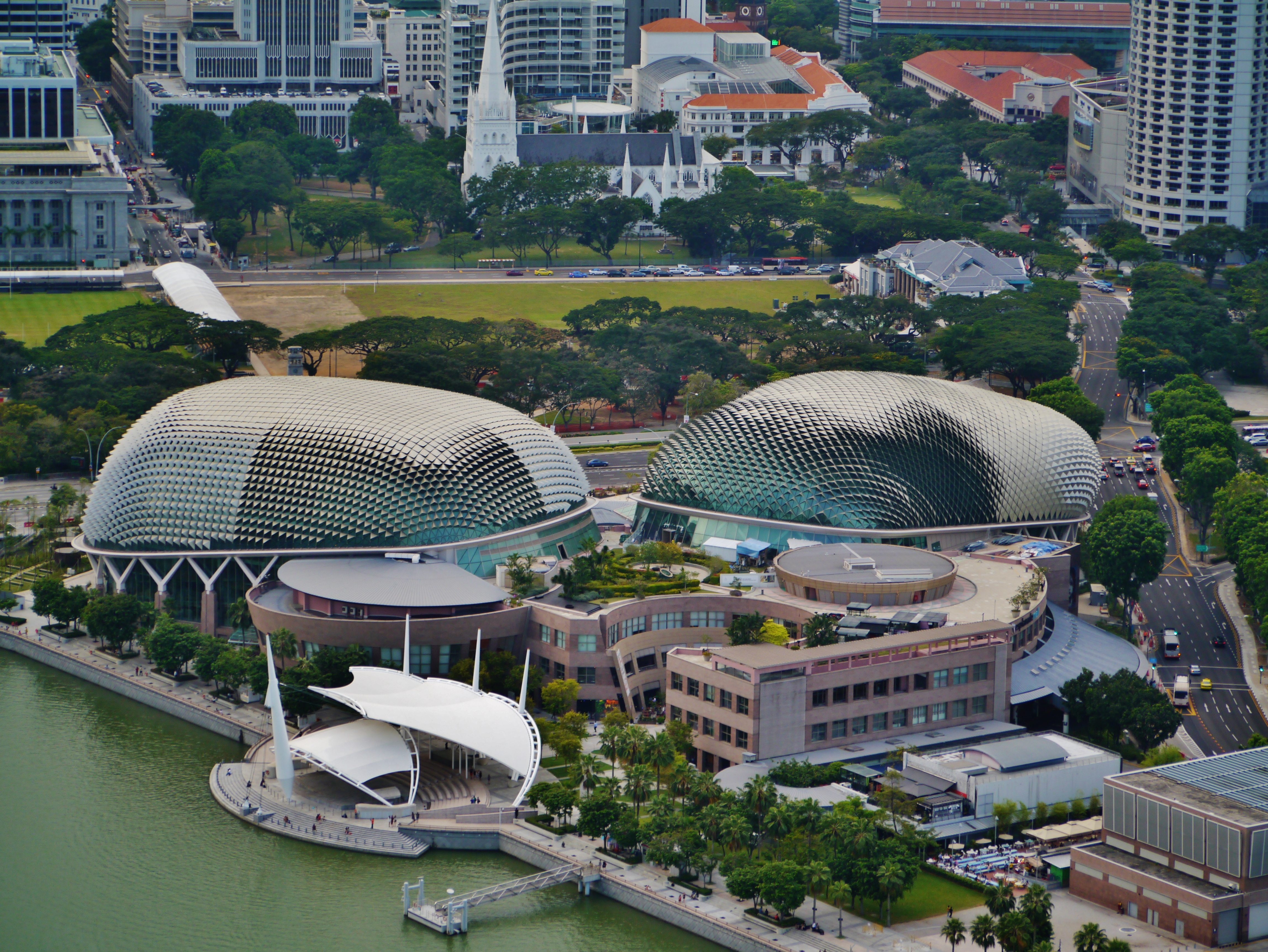
Pohled z Marina Bay Sands
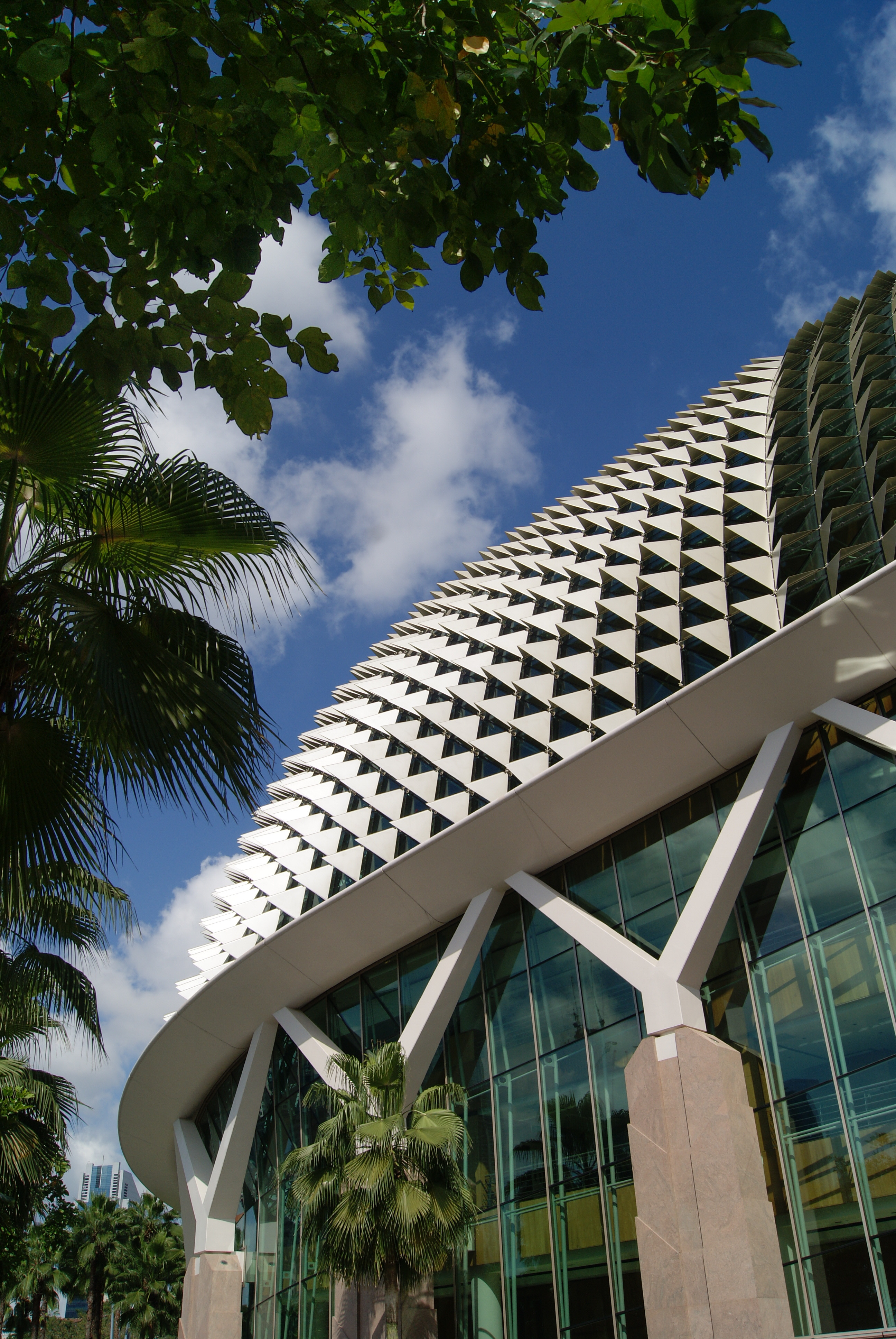
Budova koncertního sálu v detailu
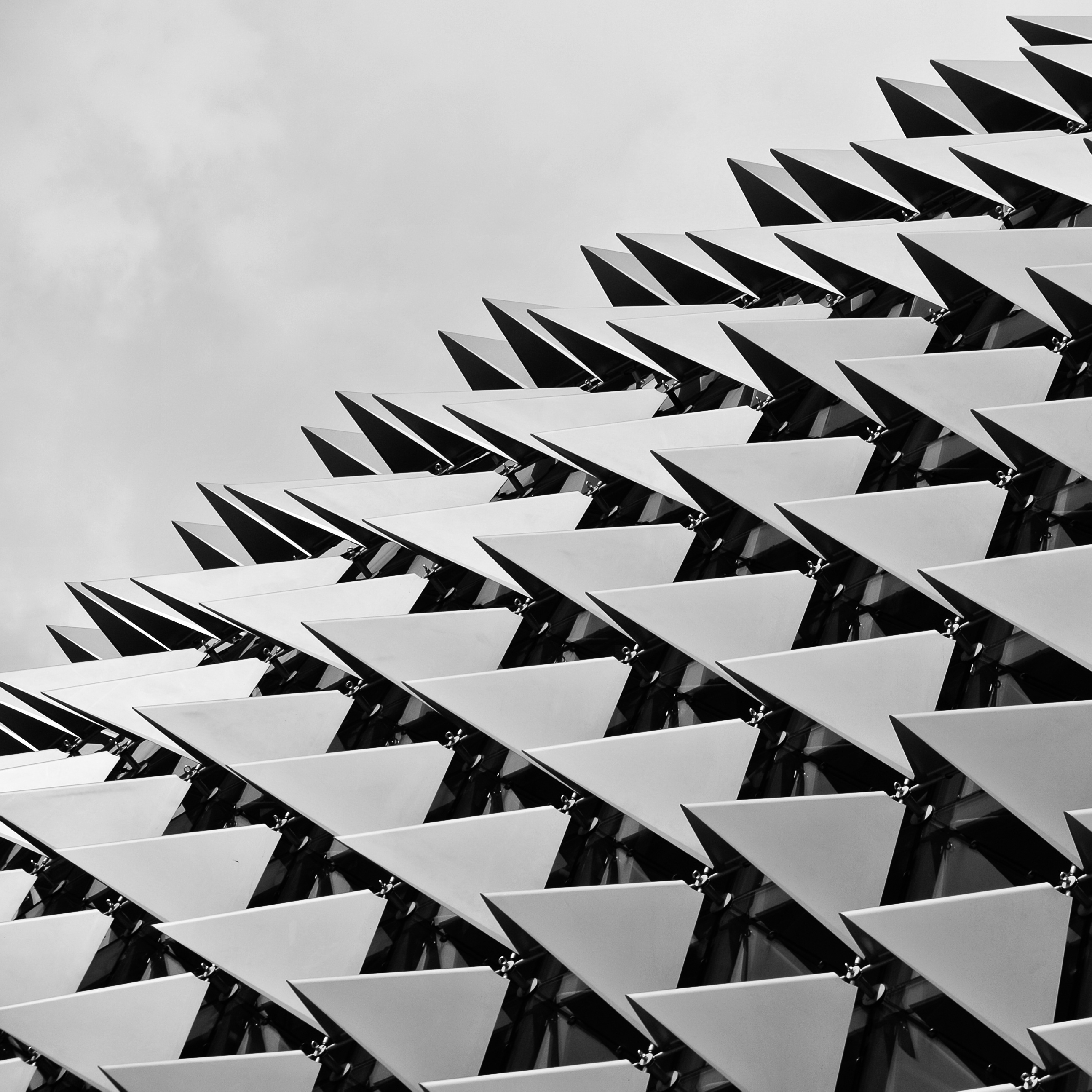
Vnější plášť s hliníkovými deskami